# 宋安左郡
宋安左郡，中国南北朝时设置的郡。
刘宋文帝时设置宋安左郡，后废。南朝齐武帝永明八年（490年）之前重置宋安左郡，属司州。治所在乐宁县（今河南省信阳市南），下辖乐宁县、仰泽县、襄城县。南梁、南陈废宋安左郡。